# Sprintvärldsmästerskapen i kanotsport 1970
Sprintvärldsmästerskapen i kanotsport 1970 anordnades i Köpenhamn i Danmark.

## Medaljsummering
| Pl.    | Nation          | Guld | Silver | Brons | Totalt |
| ------ | --------------- | ---- | ------ | ----- | ------ |
| 1      | Sovjetunionen   | 8    | 2      | 1     | 11     |
| 2      | Ungern          | 2    | 2      | 3     | 7      |
| 3      | Rumänien        | 2    | 3      | 1     | 6      |
| 4      | Sverige         | 1    | 2      | 2     | 5      |
| 5      | Östtyskland     | 0    | 2      | 3     | 5      |
| 6      | Västtyskland    | 1    | 1      | 1     | 3      |
| 7      | Polen           | 0    | 2      | 1     | 3      |
| 8      | Österrike       | 1    | 0      | 1     | 2      |
| 9      | Norge           | 1    | 0      | 0     | 1      |
| 10     | Danmark         | 0    | 1      | 0     | 1      |
| 11     | Nederländerna   | 0    | 1      | 0     | 1      |
| 12     | Belgien         | 0    | 0      | 1     | 1      |
| 13     | Bulgarien       | 0    | 0      | 1     | 1      |
| 14     | Tjeckoslovakien | 0    | 0      | 1     | 1      |
| Totalt | Totalt          | 16   | 16     | 16    | 48     |

### Herrar

#### Kanadensare
| Gren        | Guld                                      | Tid | Silver                                      | Tid | Brons                                | Tid |
| C-1 1000 m  | Tibor Tatai (HUN)                         |     | Jerzy Opara (POL)                           |     | Jiří Čtvrtečka (TCH)                 |     |
| C-1 10000 m | Tamás Wichmann (HUN)                      |     | Afansie Butelchin (ROU)                     |     | Nikolaj Fedulov (URS)                |     |
| C-2 1000 m  | Rumänien Ivan Patzaichin Serghei Covaliov |     | Ungern Tamás Wichmann Gyula Petrikovics     |     | Bulgarien Boris Lubenov Sachko Iliev |     |
| C-2 10000 m | Rumänien Petre Maxim Gheorghe Simionov    |     | Sovjetunionen Valerij Drybas Andrej Chimitj |     | Sverige Bernt Lindelöf Erik Zeidlitz |     |

#### Kajak
| Gren                | Guld                                                                               | Tid | Silver                                                                    | Tid | Brons                                                        | Tid |
| K-1 500 m           | Anatolij Tistjenko (URS)                                                           |     | Grzegorz Śledziewski (POL)                                                |     | Jean-Pierre Burny (BEL)                                      |     |
| K-1 1000 m          | Aleksandr Sjaparenko (URS)                                                         |     | Lars Andersson (SWE)                                                      |     | Grzegorz Śledziewski (POL)                                   |     |
| K-1 10000 m         | Viktor Tsarjov (URS)                                                               |     | Erik Hansen (DEN)                                                         |     | Péter Völgyi (HUN)                                           |     |
| K-1 4 x 500 m relay | Sovjetunionen Nikolaj Gogol Anatolij Tistjenko Anatolij Kobrisev Anatolij Sedasjov |     | Rumänien Eugen Botez Mihail Zaifu Ion Jacob Aurel Vernescu                |     | Ungern Géza Csapó István Csizmadia Mihály Hesz Jószef Svridó |     |
| K-2 500 m           | Sverige Lars Andersson Rolf Peterson                                               |     | Rumänien Aurel Vernescu Atanase Sciotnic                                  |     | Österrike Gerhard Seibold Günther Pfaff                      |     |
| K-2 1000 m          | Österrike Gerhard Seibold Günther Pfaff                                            |     | Sverige Lars Andersson Rolf Peterson                                      |     | Östtyskland Klaus-Peter Ebeling Joachim Mattern              |     |
| K-2 10000 m         | Sovjetunionen Konstantin Kostenko Vjatjeslav Kononov                               |     | Ungern Imre Szöllösi Vilmos Nagy                                          |     | Rumänien Costel Coşniţă Vasilie Simioncenco                  |     |
| K-4 1000 m          | Sovjetunionen Jurij Filatov Valerij Didenko Jurij Stetsenko Volodymyr Morozov      |     | Östtyskland Uwe Will Eduard Augustin Klaus-Peter Eberling Joachim Mattern |     | Ungern István Szabó Peter Várhelyi Csaba Giczi István Timár  |     |
| K-4 10000 m         | Norge Egil Søby Steinar Amundsen Tore Berger Jan Johansen                          |     | Västtyskland Horst Mattern Rainer Haines Jochen Schneider Erich Kemnitz   |     | Sverige Kurt Lückner Willy Tesch Åke Sandin Hans Nilsson     |     |

### Damer

#### Kajak
| Gren      | Guld                                                                            | Tid | Silver                                                                          | Tid | Brons                                                                       | Tid |
| K-1 500 m | Ljudmila Pinajeva (URS)                                                         |     | Mieka Jaapies (NED)                                                             |     | Petra Setzkorn (GDR)                                                        |     |
| K-2 500 m | Västtyskland Roswitha Esser Renate Breuer                                       |     | Sovjetunionen Ljudmila Besrukova Tamara Zjimanskaja                             |     | Östtyskland Petra Setzkorn Petra Grabowski                                  |     |
| K-4 500 m | Sovjetunionen Ljudmila Besrukova Tamara Zjimanskaja Natalja Bojko Nineli Vakula |     | Östtyskland Petra Setzkorn Petra Grabowski Ingeborg Loesch Anita Nüssner-Kobuss |     | Västtyskland Roswitha Esser Irene Pepinghege Roswitha Spohr Monika Bergmann |     |